# Polytribax senex
Polytribax senex är en stekelart som först beskrevs av Joseph Kriechbaumer 1893.  Polytribax senex ingår i släktet Polytribax och familjen brokparasitsteklar. Inga underarter finns listade i Catalogue of Life.